# Убік (журнал)
Ubiq — хорватський літературний журнал наукової фантастики та фантастичної літератури.

## Історія
Часопис почав виходити в листопаді 2007 року в загребському видавництві Mentor d.o.o. двічі на рік як «літературний журнал наукової фантастики». До свого тринадцятого числа Ubiq друкував оповідання та повісті виключно хорватських авторів, а також теоретичні праці лише з фантастичної літератури. Створений за зразком традиції хорватських літературних журналів, таких як Quorum, Ubiq, як правило, є місцем публікації науково-фантастичних повістей, тобто творів довшої форми вітчизняної наукової фантастики, яким важче знайти місце для публікації, а також науково-фантастичної критики.
Навесні 2014 року журнал перейшов до кола видавничої діяльності загребського Товариства наукової фантастики «SFera», частково змінивши склад редколегії та концепцію і ставши «журналом літературної фантастики», підкреслюючи цим підзаголовком відкритість до всіх видів фантастики. Починаючи з чотирнадцятого номера, журнал обслуговує цілий регіон, публікуючи повісті письменників Хорватії, Сербії, Чорногорії та Боснії і Герцеговини.
Назва видання походить від латинського слова ubique (повсюдний, всюдисущий) і навіяна романом «Убік» Філіпа Діка. Для Діка «Убік» — це засіб, який робить реальнішим симулякр навколо нас і доступний у різних формах, від спреїв до їжі та питва. Спочатку журнал мав називатися «Убік» (Ubik), однак через відсутність авторських прав використано латинський корінь.

## Редколегія
Головні редактори Александар Жиляк і Томислав Шакич. Редакція журналу до 13-го числа складалася з критика і теоретика Ігоря Марковича, редакторки Міхаели Марії Перкович, редактора і критика Давора Шишовича та редактора і письменника Бориса Швела. До правління журналу входили Томислав Брлек (філософський факультет Загребського університету), Никиця Гилич (філософський факультет Загребського університету), академік Зоран Кравар (філософський факультет Загребського університету), Дарко Мацан (Загреб), Зоран Рошко (Загреб) і Дарко Сувін (Лукка, член Королівського товариства Канади, почесний професор університету Макгілла).
Крім двох головних редакторів, з 2014 року до складу редакційної колегії входять теоретики й редакторки Петра Мрдуляш Долежал і Міхаела Марія Перкович, а до членів ради журналу належать Томислав Брлек, Никиця Гилич, Татьяна Ямбришак, Дарко Мацан, Міодраг Милованович (Белград), Зоран Рошко, Дарко Сувін і Давор Шишович (Пазин).
Часопис оформлює Меліна Микулич.
До лютого 2020 року вийшло друком 25 номерів «Ubiq» і чотири книжки серії «Бібліотека Ubiq».

## Нагороди та визнання
- Часопис отримав нагороду Європейського товариства наукової фантастики в категорії «найкращий журнал» у парі з російським журналом fantlab.ru на Євроконі 2011 року[1].